# One Step at a Time
| Оценки критиков      | Оценки критиков |
| Источник             | Оценка          |
| -------------------- | --------------- |
| Allmusic             | [ 1 ]           |
| Chicago Tribune      | (favorable)     |
| Entertainment Weekly | B+              |

One Step at a Time — студийный альбом американского кантри-певца Джорджа Стрейта, вышедший 21 апреля 1998 года на лейбле MCA Nashville. Продюсером был Тони Браун и сам Стрейт. Диск дал один кантри-сингл на № 1 Hot Country Songs (I Just Want to Dance with You). Альбом получил положительные и умеренные отзывы музыкальных критиков и достиг № 1 в кантри-чарте Top Country Albums и № 2 в Billboard 200, его тираж превысил 2 млн копий и он получил 2-кр. платиновый статус RIAA.

## Список композиций
1. «I Just Want to Dance with You» (Роджер Кук[англ.], John Prine) — 3:27
2. «One Step at a Time» (Earl Clark, Luke Reed) — 4:03
3. «True» (Marv Green, Jeff Stevens) — 3:31
4. «Remember the Alamo» (Gordon Kennedy, Wayne Kirkpatrick) — 4:28
5. «Maria» (Robert Earl Keen) — 4:36
6. «We Really Shouldn’t Be Doing This» (Jim Lauderdale) — 2:29
7. «Why Not Now» (Steve Bogard, Stevens) — 3:19
8. «That’s the Breaks» (Dean Dillon, Royce Porter) — 3:37
9. «Neon Row» (Jimmy Jay, Donny Kees) — 4:40
10. «You Haven’t Left Me Yet» (Dana Hunt, Kent Robbins) — 3:44

## Позиции в чартах
| Чарт (1998)                       | Высшая позиция |
| --------------------------------- | -------------- |
| U.S. Billboard Top Country Albums | 1              |
| U.S. Billboard 200                | 2              |
| Canadian RPM Country Albums       | 3              |